# 中国国民党第四次全国代表大会
中国国民党第四次全国代表大会，是中国国民党所召开的会议。历史上存有三个国民党四大。
第一个是蒋派四大，1931年11月12日-23日在南京召开。参加大会的正式代表共381人。会议推举蔣中正、戴季陶、于右任、林森、蔡元培、戴愧生、潘公展、恩克巴图、黄慕松九人为主席团成员，叶楚伧为秘书长。蔣中正作《党内团结是我们唯一的出路》的讲话，丁惟汾作中央执行委员会报告，蔡元培作中央监察委员会报告。
第二个是粤派四大，于同年11月18日-12月5日在广州召开，由孙科主持，正式代表544人、列席代表175人出席。会议谴责蔣中正不抵抗日本侵略的政策、使得东北地区遭日本侵略的罪行，并表示宁、粤双方合作必须以蔣中正辞职为先决条件，要求“蒋必须下野”，否则仍在广州设立中央党部和国民政府。参加会议的人员意见不一，途中即有200多人退会，转移至上海。
第三个是汪派四大，由粤派四大退出人员中的156名代表参加，于12月3日在上海法租界召开，汪精卫主持，指责广州“不体谅共赴国难的退让精神”。主要进行中央委员选举，当天结束。
中国国民党中央电邀粤方、沪方中央委员来南京举行中国国民党四届一中全会，但粤方坚持蒋必须下野，否则不去南京参加会议。
1931年12月15日，蔣介石宣布下野。至此，蔣、胡、汪三派表面上統一。

## 四届一中全会
1931年12月15日，中國國民黨中央常務委員會在南京中央黨部舉行臨時會議，蔣向全國通電辭職。自蒋下野后，各地中央委员纷纷入京。12月22日-29日，南京、广州、上海三方国民党中央执行委员、中央监察委员，在南京联合召开中國國民黨第四屆中央委員會第一次全體會議，宣告国民党统一。会议对宁、粤、沪三方大会选出的委员一概承认。全会决定中央政治会议不专设主席，改为常委制。

## 四届六中全会
1935年11月1日，中國國民黨中央常務委員會在南京召开四届六中全会。开幕式后，全体中央委员在会议厅门前合影。突然从记者群体中跳出一人，拔出手抢，向站在第一排中间的汪精卫开枪。汪精卫身中两弹，一弹击中左颊，一弹击中脊背。汪被送进中央医院抢救，取出左颊内的一颗弹头，另一颗子弹仍留体内。凶手被当场制服，经查为晨光通讯社记者孙凤呜。